# Lobos (Argentina)
Lobos è una cittadina argentina della provincia di Buenos Aires, capoluogo del partido omonimo.

## Geografia
Lobos sorge nella regione della Pampa, a 100 km a sud-ovest della capitale nazionale Buenos Aires.

## Storia
Nel 1779 le autorità coloniali spagnole, per ordine del viceré Juan José de Vértiz y Salcedo, costruirono una serie di fortini per proteggere le campagne attorno a Buenos Aires dalle incursioni dei nativi. Una di queste guarnigioni, chiamata San Pedro de Los Lobos, fu costruita ai margini settentrionali di una laguna detta de Los Lobos.
Nel 1802 il colono José Salgado costruì nei pressi del forte una piccola cappella situata dove oggi si trova la chiesa cittadina. Nove anni dopo fu tracciato il piano urbanistico del villaggio che poté così svilupparsi.
Nel 1871 la cittadina fu raggiunta dalla ferrovia.

## Monumenti e luoghi d'interesse
- Casa natale di Juan Domingo Perón
- Chiesa di Nostra Signora del Carmine
- Palazzo Municipale

## Cultura

### Istruzione

#### Musei
- Museo e Biblioteca "Juan Domingo Perón", situato nella casa natale dell'ex presidente argentino.
- Museo Storico e di Scienze Naturali "Pago de los Lobos"

## Infrastrutture e trasporti

### Strade
Lobos è situata all'intersezione tra la strada nazione 205, che unisce la capitale argentina al centro della sua provincia, e la provinciale 41.

### Ferrovie
Lobos è servita da una stazione che funge da capolinea per due ferrovie suburbane, la Roca e la Sarmiento, che servono rispettivamente l'ovest ed il sud dell'area metropolitana bonaerense.